# Крыжовка (Минская область)
Крыжо́вка (бел. Крыжо́ўка) — деревня в Ждановичском сельсовете, в 8 км на запад от Минска, около ж/д линии Минск-Молодечно.

## История
В 1885 — урочище в Заславской волости Минского уезда.
В 1897 — околица (4 двора, 28 жителей) около Либаво-Роменской железной дороги и 2 хутора (2 двора, 17 жителей).
В 1917 — 22 двора, 108 жителей.
С февраля по декабрь 1918 оккупирована войсками кайзеровской Германии. Во время советско-польской войны с июля 1919 по июль 1920, а также в середине октября 1920 — войсками Польши. С 1919 в составе БССР. С 20 августа 1924 хутор в составе Ратомского сельсовета Заславского района Минской округи (до 26 июля 1930). В 1926 на хуторе 13 дворов, 55 жителей. С 26 мая 1935 — в Минском районе, с 20 февраля 1938 — в Минской области. В ВОВ с конца июня 1941 до начала июля 1944 оккупирована немецко-нацистскими войсками, погибли 7 жителей. С 20 января 1960 — в составе Ждановичского сельсовета.
В 1997 было 55 хозяйств, 151 житель. В 2010 было 67 хозяйств, 168 жителей, музыкальная школа, библиотека, Дом культуры, амбулатория, профилактории, лагеря отдыха, Дом рыбака, торговый центр, столовая, отделение связи, аптека. В окрестностях деревни расположены оздоровительные детские лагеря.